# Деніел Патрік Мойніган
Даніел Патрік Мойніган (англ. Daniel Patrick Moynihan; нар. 16 березня 1927, Талса, Оклахома — пом. 26 березня 2003, Нью-Йорк) — американський політик-демократ, дипломат і соціолог. Він був послом США в Організації Об'єднаних Націй з 1975 по 1976 і член Сенату США від штату Нью-Йорк з 1977 по 2001 роки (голова сенатського Комітету з фінансів з 1993 по 1995).
Він служив у ВМС США з 1944 по 1947. Навчався в Університеті Тафтса і Лондонській школі економіки. Брав участь у виборчій кампанії Аверелла Гаррімана на посаду губернатора Нью-Йорка у 1954 році. Він обіймав посаду заступника міністра праці при президенті Кеннеді і займав різні посади протягом наступних трьох президентів, двоє з яких були республіканцями. Він був послом США в Індії з 1973 по 1975, а потім послом в ООН при президенті Форді.
У 2000 році Мойніган був нагороджений Президентською медаллю Свободи. Його могила розташована на Арлінгтонському цвинтарі.